# Karbokation
Karbokation – kation, w którym elektryczny ładunek dodatni jest zlokalizowany na jednym lub kilku atomach węgla.

## Właściwości
Karbokation, jako posiadający znaczny deficyt elektronów, jest silnym elektrofilem i kwasem Lewisa. Jest więc podatny na atak nukleofilowy i łatwo reaguje z wszelkimi czynnikami o charakterze nukleofilowym, takimi jak jon OH−
 czy jon Cl−
. Większość karbokationów jest bardzo nietrwała i istnieje zwykle tylko jako produkt przejściowy wielu reakcji chemicznych, np. podstawienia nukleofilowego zachodzącego według mechanizmu Sn1. Istnieją jednak karbokationy o znacznie większej trwałości, co zazwyczaj jest wynikiem ich stabilizacji przez obecność układów aromatycznych w pobliżu ładunku dodatniego. Niektóre z nich udało otrzymać się w postaci stabilnych soli.
Szczególnie nietrwałe i reaktywne są karbokationy alkilowe. Ich trwałość zależna jest jednak silnie od ich rzędowości, tzn. od tego, czy ładunek dodatni znajduje się na atomie węgla, do którego jest przyłączony jeden inny atom węgla (pierwszorzędowy), dwa takie atomy (drugorzędowy), czy trzy takie atomy (trzeciorzędowy):

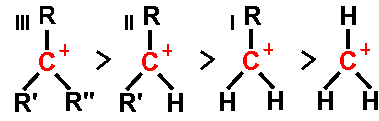
Alkilowe karbokationy w malejącym porządku ich trwałości (cyfry rzymskie oznaczają ich rzędowość)

Fakt wzrostu trwałości karbokationów alkilowych wraz ze wzrostem ich rzędowości wynika z faktu częściowego przekazywania elektronów z atomów węgla przyłączonych do atomu naładowanego dodatnio, co powoduje częściowe rozproszenie tego ładunku na wszystkie sąsiadujące atomy. Stabilizacja karbokationów i spadek ich reaktywności może zatem być także powodowany przez obecność innych grup funkcyjnych bezpośrednio przyłączonych do naładowanego dodatnio atomu węgla.
Szczególnym przypadkiem są kationy allilowe (R−C+
−C=C) i benzylowe (C
6H
5−C+
−R), które są dodatkowo stabilizowane przez rezonans chemiczny, czym tłumaczy się ich szczególnie dużą trwałość. Dodatkowym czynnikiem stabilizującym może być aromatyczność kationu – jeśli ładunek dodatni jest rozproszony na wszystkie atomy węgla w układzie aromatycznym to kation jest bardzo stabilny. Dotyczy to np. kationu tropyliowego.
Mniej trwałe karbokationy ulegają łatwo reakcji przegrupowania do bardziej stabilnych struktur. Z reguły proces ten prowadzi do powstawania karbokationów o wyższej rzędowości. Zachodzenie takich reakcji utrudnia syntezę wielu prostych związków organicznych, powstających na drodze substytucji lub addycji nukleofilowej. Przykładowo ogrzewanie 3-pentanolu w środowisku kwasu solnego prowadzi do powstania karbokationu 3-pentylowego, który następnie w znacznej mierze ulega przegrupowaniu do kationu 2-pentylowego czego efektem jest powstanie mieszaniny dwóch chloroalkanów.

## Otrzymywanie i wykrywanie

Kation trifenylometanowy – jeden z najtrwalszych karbokationów

Mimo że karbokationy są tym bardziej reaktywne, im bardziej są nietrwałe, nie oznacza to, że wyjściowe związki chemiczne, z których się je generuje, są bardziej reaktywne wtedy, gdy powstające z nich karbokationy są bardziej nietrwałe. Paradoksalnie, jest dokładnie na odwrót. Wynika to z faktu, że nawet bardzo trwałe karbokationy są na tyle reaktywne, że reagują bardzo szybko z niemal każdym nukleofilem i o tempie reakcji, w których powstają one jako produkty przejściowe decyduje raczej szybkość powstawania samych karbokationów. Czym karbokation jest bardziej stabilny, tym łatwiej jest go zwykle wygenerować. Stąd np. chlorek allilu (CH
2=CH−CH
2Cl), który jest zdolny do generowania stabilizowanego mezomerycznie karbokationu allilowego, ulega podstawieniu nukleofilowemu według mechanizmu SN1 znacznie łatwiej niż chlorek propylu (CH
3−CH
2−CH
2Cl), który jest zdolny do utworzenia tylko karbokationów alkilowych, w których taka stabilizacja nie występuje.

## Historia odkrycia
Istnienie karbokationów zostało eksperymentalnie dowiedzione po raz pierwszy w 1902 r., jednak początkowo były to karbokationy szczególnego rodzaju, wyjątkowo trwałe ze względu na swoją strukturę chemiczną. Do lat 60. XX w. nie istniały bezpośrednie dowody na faktyczne istnienie bardziej niestabilnych karbokationów, jednak mimo to, już od lat 20. XX w. postulowano ich istnienie jako związków przejściowych w wielu reakcjach chemicznych, gdyż było to najprostsze możliwe wyjaśnienie mechanizmu ich przebiegu. Twórcami teorii karbokationów byli Hans Meerwein, Christopher Ingold i Frank Whitmore.
Bezpośrednie wykrywanie nietrwałych karbokationów powstających w czasie reakcji chemicznych stało się możliwe dopiero wraz z rozwojem technik spektroskopowych, szczególnie NMR i spektroskopii mas, w latach 50. XX w. Jednak dopiero praca George’a Olaha z 1964 r., w której opisał syntezę soli zawierających „zablokowane” karbokationy alkilowe:
RF + SbF
5 → R+
SbF−
6
ostatecznie przekonała środowisko chemików o rzeczywistym istnieniu nietrwałych normalnie karbokationów. Za badania nad karbokationami Olah otrzymał w 1994 roku nagrody Nobla w dziedzinie chemii.